# Ludwig August Lebrun
Ludwig August Lebrun (Mannheim, 1752. május 2. – Berlin, 1790. december 16.) német oboaművész és zeneszerző.

## Élete
Wolfgang Amadeus Mozart kortársa és barátja, korának jól ismert és ünnepelt oboa virtuóza volt. A kortársak leírása szerint: Isteni oboájával elvarázsol.
Carl Theodor választófejedelem  mannheimi udvari zenekarában  12 éves korától időszakosan, majd 15 éves korától teljes jogú tagként játszott. Karl Stamitz és Anton Stamitz kortársaként a mannheimi iskolához tartozott. A feltehetően belga származású édesapja oboaművész volt, tőle tanult meg oboázni.
1778 nyarán feleségül vette korának legkiemelkedőbb, legismertebb szoprán énekesnőjét, Franciska Dorothea Danzit (1756–1791), Franz Danzi, német zeneszerző-karmester nővérét.
Korában a Lebrun név  összefonódott a zenével: a feleség, Franciska  Danzi, a mannheimi udvari opera vezető szopránénekese,  emellett hegedű szonátákat komponált, Sophie lánya (1781–1815 után?) jól ismert zongoraművész, Rosine lánya (1783–1855) pedig énekesnő és színésznő volt. A  francia Jean Lebrun (1759–1809) kürtművész és zeneszerző volt, bár ő nem tartozott a rokonsághoz.
Lebrun és felesége páros koncertútjaik során bejárták Európa számos városát:  szerepeltek Milánóban , Párizsban, Londonban, Bécsben, Prágában, Nápolyban, Münchenben és Berlinben. Franciska Danzi énekét Lebrun oboán kísérte. A koncertek során a komplett művek mellett opera részleteket is előadtak:
- Ignaz Holzbauer művéből a Günther von Schwarzburgból (1777.)
- Antonio Salieri L'Europa riconosciuta (1778.)című művéből
- Georg Joseph Vogler Castor és Pollux című művéből.

## Ismertebb művei
Kamarazenei műveinek és nyomtatott kiadványainak bibliográfiáját Riemann közölte.

### Versenyművek
- No. 1. d-moll oboaverseny (1787).

Ez ma a legtöbbet játszott és legismertebb műve.
Tételei:1.Allegro 2.Grazioso 3.Allegro
- No. 2.  g-moll oboaverseny (1787).

Tételei:1.Allegro 2.Adagio  Rondo. Allegro
- No. 3. C-dúr oboaveseny (1787).

Tételei: 1.Allegro 2.Adagio 3.Rondo. Allegretto
- No. 4.  B-dúr oboaverseny (1787).

Tételei: 1.Allegro 2.Adagio 3.Rondo. Allegro
- No. 5.  C-dúr oboaverseny (1787).

Tételei: 1.Grave - Allegro 2.Adagio 3.Rondo. Allegro
- No. 6. F-dúr oboaverseny (1787).

Tételei: 1.Allegro 2.Adagio Grazioso 3.Rondo. Allegro
- B-dúr versenymű klarinétra és zenekarra

### Balettek
- Armida
- Adèle de Ponthieu

### Kamarazenei művek
- Trio, 2 hegedűre és csellóra, op. 1 No. 1.
- Trio, 2 hegedűre és csellóra, op. 1 No. 2.
- Trio, 2 hegedűre és csellóra, op. 1 No. 3.
- Trio, 2 hegedűre és csellóra, op. 1 No. 4.
- Trio, 2 hegedűre és csellóra, op. 1 No. 5.
- Trio, 2 hegedűre és csellóra, op. 1 No. 6.
- Trio, 2 hegedűre és csellóra  op. 2 No.1. (1776-1777 )
- Trio, 2 hegedűre és csellóra  op. 2 No.2. (1776-1777 )
- Trio, 2 hegedűre és csellóra  op. 2 No.3. (1776-1777 )
- Trio, 2 hegedűre és csellóra  op. 2 No.4. (1776-1777 )
- Trio, 2 hegedűre és csellóra  op. 2 No.5. (1776-1777 )
- Trio, 2 hegedűre és csellóra  op. 2 No 6. (1776-1777 )
- Duo, hegedűre és mélyhegedűre, op. 4 No. 1.
- Duo, hegedűre és mélyhegedűre, op. 4 No. 2.
- Duo, hegedűre és mélyhegedűre, op. 4 No. 3.
- Duo, hegedűre és mélyhegedűre, op. 4 No. 4.
- Duo, hegedűre és mélyhegedűre, op. 4 No. 5.
- Duo, hegedűre és mélyhegedűre, op. 4 No. 6.
- Fuvola triók
- Fuvola duettek

## Lemezek
- Channel Classics  CCS 16198; Franziska Dorothea Lebrun • Ludwig August Lebrun: Oboe Concertos - Bart Schneemann • Radio Chamber Orchestra • Jan Willem de Vriend
- Channel Classics, CCS SA 21404; Ludwig August Lebrun: Oboe Concertos Vol. 2 - Bart Schneemann • Radio Chamber Orchestra • Jan Willem de Vriend,
- Silverline Classics Cascade GmbH•DVD•Lebrun Mozart•Ludwig August Lebrun Oboe Concerto No 1. D minor•W.A.Mozart Symphony No. 35. KV 385 "Haffner"•Orchestra della Svizzera Italiana Conductor: Franz Brügen Oboa soloist: Omar Zoboli•Recorded Lugano, 1991.

## Fordítás
- Ez a szócikk részben vagy egészben a Ludwig August Lebrun című angol Wikipédia-szócikk ezen változatának fordításán alapul.  Az eredeti cikk szerkesztőit annak laptörténete sorolja fel. Ez a jelzés csupán a megfogalmazás eredetét és a szerzői jogokat jelzi, nem szolgál a cikkben szereplő információk forrásmegjelöléseként.